# Ralph Jackson
Pour les articles homonymes, voir Jackson.
Ralph Jackson, né le 15 août 1962 à Los Angeles (Californie), est un joueur américain de basket-ball.

## Biographie
Formé aux Bruins d'UCLA, il est classé parmi les 50 meilleurs joueurs formés dans cette université. Ses moyennes en carrière sont de 4,7 passes décisives et 8,4 points. Titulaire lors de ses trois dernières années, il inscrit 12,5 points par rencontre en senior. Ses 523 passes restent, en 2011, le sixième total historiques des Bruins.
Il est sélectionné au quatrième tour de la Draft 1984 de la NBA par les Pacers de l'Indiana, pour lesquels il ne joue qu'une rencontre de la saison NBA 1984-1985 lors de laquelle il inscrit 2 points, 1 rebond, 4 passes décisives et 2 interceptions. Il dispute également deux saisons en Continental Basketball Association (CBA) pour les Toronto Tornados et les Pensacola Tornados pour des moyennes de 8,2 points et 4,1 passes décisives en 61 rencontres.